# Alberto Sansoni
Alberto Sansoni (Nepi, 23 maggio 1900 – ...) è stato un calciatore italiano, di ruolo mediano.

## Carriera
Era noto come Sansoni III, per distinguerlo dai fratelli Angelo ("Sansoni I"), Gioacchino ("Sansoni II") e Giulio ("Sansoni IV"), anch'essi giocatori della Fortitudo di Roma. I quattro fratelli Sansoni costituirono il perno della Fortitudo dei primi anni venti, tanto da essere soprannominati "la linea del Piave". Nel triennio 1919-1922 la sua squadra vinse il campionato regionale per tre volte consecutive, ma nei primi due anni fu eliminato nella fase interregionale, seppur di misura, dalle squadre toscane (nel 1920 perse la finale centromeridionale per 3-2 contro il Livorno, nel 1921 fu eliminato nel girone di semifinale dal Pisa). Complice lo spostamento delle squadre toscane nei gironi settentrionali, la Fortitudo vinse il campionato della Lega Sud 1921-1922 ma nella finalissima per lo scudetto venne agevolmente sconfitta dalla Pro Vercelli.
Con la Fortitudo disputò complessivamente 104 partite tra il 1916 e il 1927, con 30 gare nei campionati di Prima Divisione 1922-1923, Prima Divisione 1923-1924, Prima Divisione 1924-1925 e Divisione Nazionale 1926-1927. Nella primavera del 1921 fu il primo calciatore delle squadre centromeridionali ad essere preso in considerazione per la Nazionale, pur senza essere mai effettivamente convocato. Nel campionato 1924-1925 ricoprì la carica di capitano della squadra.
Terminata la lunga esperienza nella Fortitudo, ha giocato nel Terni in Prima Divisione 1927-1928, nel Pippo Massangioli, nel 115ª Legione MVSN Viterbo, di nuovo nel Terni e infine nel Veliterna di Velletri.